# Шехеке
Шехеке (1766 — 1812) — вождь индейского народа манданов, дружественно встретивший в своей деревне  в 1804 году экспедицию Льюиса и Кларка. Был известен также как Большой Белый и Шахака.
Шехеке родился в 1766 году в верховьях Миссури. Во время прибытия Льюиса и Кларка был главным мирным вождём в поселении манданов Митутанка. Когда американцы возвращались домой, то вновь остановились в деревне манданов. Они предложили Шехеке отправиться вместе с ними и посетить в Вашингтоне президента Соединённых Штатов Томаса Джефферсона. После долгого раздумья, благодаря уговорам торговца Рене Жюссома, вождь манданов согласился.
С 1806 года по 1809-й Шехеке находился среди белых людей и отсутствовал в своей деревне. Возможно из-за этого, а также из-за его рассказов о жизни белых, он утратил влияние на соплеменников и лишился былого авторитета. Осенью 1812 года Шехеке погиб в сражении с воинами хидатса.